# Anrikningssand

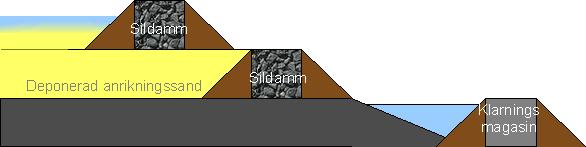
Skiss av damm med anrikningssand och klarningsdamm.

Anrikningssand är en restprodukt från industriell bearbetning av bruten mineral från gruvdrift.
Anrikningssand är krossat och malt mineral, som består huvudsakligen av överblivet mineral efter det att värdefullt mineral och metaller skiljts ut ur malmen och separerats i ett anrikningsverk. Den pumpas tillsammans med processvatten som slurry till sandmagasin i stora dammar för att deponeras där. Sanden sedimenterar i magasinen och överskottsvatten leds till en klarningsdamm.
Från Europas största dagbrottsgruva Aitikgruvan pumpas dagligen omkring 50 000 ton sand tillsammans med vatten från anrikningsverket. Totalt i sandmagasinen ligger nu 400 miljoner ton sand. Magasinet är ca fem kilometer långt och ungefär två kilometer brett.
Ett sandmagasin är en permanent anordning. Tanken är att efter avslutad mineralutvinning täcka ytan för att åstadkomma ett växtlandskap av hedkaraktär. 